# Kanton Figari
Der Kanton Figari war bis 2015 ein französischer Wahlkreis im Arrondissement Sartène, im Département Corse-du-Sud und in der Region Korsika. Sein Hauptort war Figari. Er bestand aus vier Gemeinden.
Der Kanton war 249,35 km² groß und hatte 2938 Einwohner (Stand: 1999).

## Gemeinden
| Gemeinde              | Einwohner | Code postal | Code Insee |
| --------------------- | --------- | ----------- | ---------- |
| Figari                | 1005      | 20114       | 2A114      |
| Monacia-d’Aullène     | 396       | 20131       | 2A163      |
| Pianottoli-Caldarello | 729       | 20131       | 2A215      |
| Sotta                 | 808       | 20146       | 2A288      |